# Pacyfikacja Boru Kunowskiego
Pacyfikacja Boru Kunowskiego – masowy mord na ludności cywilnej dokonany przez okupantów niemieckich w nocy z 3 na 4 lipca 1943 roku we wsi Bór Kunowski na Kielecczyźnie.
Pacyfikację przeprowadzono w odwecie za współpracę mieszkańców wsi z partyzantami. Funkcjonariusze policji ochronnej i żandarmerii zamordowali 43 Polaków, w tym 16 kobiet i dzieci. Blisko połowę ofiar spalono żywcem w stodole.

## Geneza
Bór Kunowski leży w głębi lasów starachowickich, w odległości około trzech kilometrów od przystanku kolejowego Staw Kunowski. W okresie niemieckiej okupacji należał administracyjnie do gminy Kunów w powiecie opatowskim. Liczył około 60 gospodarstw i około 400 mieszkańców. Miejscowa ludność trudniła się rolnictwem lub pracą przy wyrębie lasów. Mieszkańcy Boru aktywnie współpracowali z ruchem oporu, między innymi dostarczali żywność partyzantom operującym w pobliskich lasach. We wsi funkcjonowała około dwudziestoosobowa placówka Armii Krajowej, której głównym zadaniem było zbieranie broni pozostawionej w lasach przez oddziały Wojska Polskiego rozbite we wrześniu 1939 roku. Mieszkało tam również trzech członków komunistycznej Gwardii Ludowej. Ze względu na położenie w głębi lasów Bór znajdował się pod pilną obserwacją Niemców.
W 1943 roku w odpowiedzi na rosnącą aktywność ruchu oporu okupanci gwałtownie zaostrzyli terror wobec ludności wiejskiej dystryktu radomskiego. Brutalne pacyfikacje dotknęły zwłaszcza środkową część dystryktu, tj. tereny przedwojennych powiatów iłżeckiego, kieleckiego, koneckiego i włoszczowskiego. Kulminacyjnym punktem kampanii terroru stały się pacyfikacje Boru Kunowskiego i Michniowa w lipcu 1943 roku.
2 lipca partyzanci zabili komendanta żandarmerii w Iłży. Następnego dnia nadleśniczy Krüger wezwał na przesłuchanie do nadleśnictwa Marcule sołtysa Boru Kunowskiego, Józefa Klepacza, podsołtysa Jana Listka, leśniczego Mączkę oraz gajowych Arciszewskiego i Czajkę z leśnictwa Połągiew. Zarzucił im, że nie donieśli władzom okupacyjnym, iż w Borze Kunowskim zamieszkują „bandyci”. Po zakończeniu przesłuchania leśniczy oraz gajowy Czajka pozostali w nadleśnictwie, natomiast sołtys, podsołtys i gajowy Arciszewski udali się na posterunek granatowej policji w Brodach, gdzie pozostali aż do godzin porannych 4 lipca. Na rozkaz Krügera przekazali obsadzie posterunku polecenie przygotowania trzech podwód.
Fakt, iż osoby wezwane na przesłuchanie nie powróciły do swych domów, wywołał we wsi niepokój. Pewna liczba mężczyzn na wszelki wypadek postanowiła spędzić noc w lesie.

## Przebieg pacyfikacji
W nocy z 3 na 4 lipca do Brodów przyjechało ponad 20 samochodów z około 400 funkcjonariuszami policji ochronnej i żandarmerii. Większość samochodów nadjechała od strony Skarżyska-Kamiennej, kilka od strony Iłży. Następnie członkowie ekspedycji karnej udali się pieszo przez las w kierunku Boru Kunowskiego. W jednym z zagajników natknęli się na kilkunastu mężczyzn, którzy na noc opuścili swe domy. Od niemieckich kul zginęli trzej bracia Klepaczowie (Jan, Józef, Stanisław), a także Tadeusz Listek, Jan Karwacki i Mieczysław Sajór. Zygmunt Aplaz zmylił Niemców, udając zabitego. Pozostali Polacy zdołali zbiec.
Odgłosy strzałów zaalarmowały mieszkańców. We wsi wybuchła panika; część mężczyzn uciekła do lasu. Wkrótce Niemcy otoczyli Bór szczelnym kordonem. Zbliżając się do zabudowań strzelali do każdego napotkanego człowieka. Wojciecha Sikorę zakatowano na śmierć kolbami karabinowymi. Czterech schwytanych mężczyzn zaprowadzono na skraju lasu i zabito strzałami w tył głowy. W osadzie leśnej Klepacze zabito dwóch mężczyzn z Boru, którzy się tam schronili.
Wkroczywszy do wsi, policjanci udali się do domów wskazanych przez nadleśniczego Krügera, który dysponował listą osób podejrzanych o wspieranie partyzantów. Zatrzymane tam osoby Krüger i towarzyszący mu N.N. pułkownik policji z Kielc rozkazali zaprowadzić do pustej stodoły, która należała do Stanisławy Sajór. Wpędzono tam łącznie 23 osoby – członków rodzin Góreckich i Skrzydłów, brata Góreckiej nazwiskiem Piotr Pasternak, a także trzech junaków z Baudienstu, którzy wracając na urlop do swych domów w Wólce Grabowieckiej, natknęli się w Borze na ekspedycję pacyfikacyjną. Część ofiar weszła do stodoły dobrowolnie, spodziewając się, że Niemcy zamierzają odizolować je w budynku, aby zapewnić im bezpieczeństwo. W rzeczywistości policjanci ostrzelali budynek z broni maszynowej, po czym podpalili go wiązką słomy. Zgromadzeni w stodole Polacy, w tym kilkanaście kobiet i dzieci, spłonęli żywcem. Z budynku zdołał się wydostać jedynie Piotr Pasternak, którego jednak zastrzelono w czasie ucieczki. Od płonącej stodoły zajęły się ogniem zabudowania Józefa Pastuszko.
O godzinie 3:00 Krüger przyjechał po trzech mężczyzn, którzy wciąż przebywali na posterunku w Brodach. Zawiózł ich furmanką do Boru Kunowskiego, gdzie rozkazał sołtysowi i podsołtysowi dobrać sobie pomocników, a następnie odprowadzić do Brodów bydło zabrane wymordowanym rodzinom Góreckich i Skrzydłów oraz ze spalonych gospodarstw Sajurowej i Pastuszki.
W trakcie pacyfikacji zamordowano 43 Polaków, w tym dwudziestu siedmiu mężczyzn, siedem kobiet i dziewięcioro dzieci do 15. roku życia. Udało się ustalić nazwiska 42 ofiar. Najmłodsza liczyła 1 rok, najstarsza 61 lat. 21 mężczyzn zostało zastrzelonych, pozostałych sześciu, jak też wszystkie kobiety i dzieci, spalono żywcem. 39 ofiar było mieszkańcami Boru Kunowskiego. Spoza wsi pochodziło trzech spalonych w stodole junaków, a także Jan Karwacki – mieszkaniec Brodów, który odwiedzał swą zamieszkałą w Borze narzeczoną. Spalone zostały dwa gospodarstwa. Niemcy zrabowali 10 sztuk bydła.
Zbrodni dokonali policjanci z III batalionu 17. pułku policji SS oraz żandarmi z posterunku w Iłży. Nieznanym z nazwiska oficerem, który wraz z Krügerem kierował pacyfikacją, był prawdopodobnie płk Kühnz – dowódca Einsatzstabu w Kielcach. Za udział w zwycięskiej „akcji przeciw bandytom” w Borze Kunowskim przedstawiono do odznaczenia ppor. Adalberta Mayera z 17. pułku policji SS.

## Epilog
Trzy dni po pacyfikacji nadleśniczy Krüger został zastrzelony przez partyzantów.
8 lipca zwłoki ofiar zostały złożone w zbiorowym grobie, który wykopano nieopodal kapliczki leżącej kilkaset metrów od zabudowań wsi. W lutym 1945 roku szczątki zamordowanych ekshumowano i przeniesiono na cmentarz w Kunowie. 
W listopadzie 1967 roku w Borze Kunowskim odsłonięto pomnik ku czci ofiar pacyfikacji. Stanął on w miejscu, w którym uprzednio znajdowała się zbiorowa mogiła. Ponadto miejsca śmierci niektórych ofiar zostały oznaczone krzyżami przez rodziny.
7 lipca 1985 roku Bór Kunowski odznaczono Krzyżem Partyzanckim.